# Meave Leakey

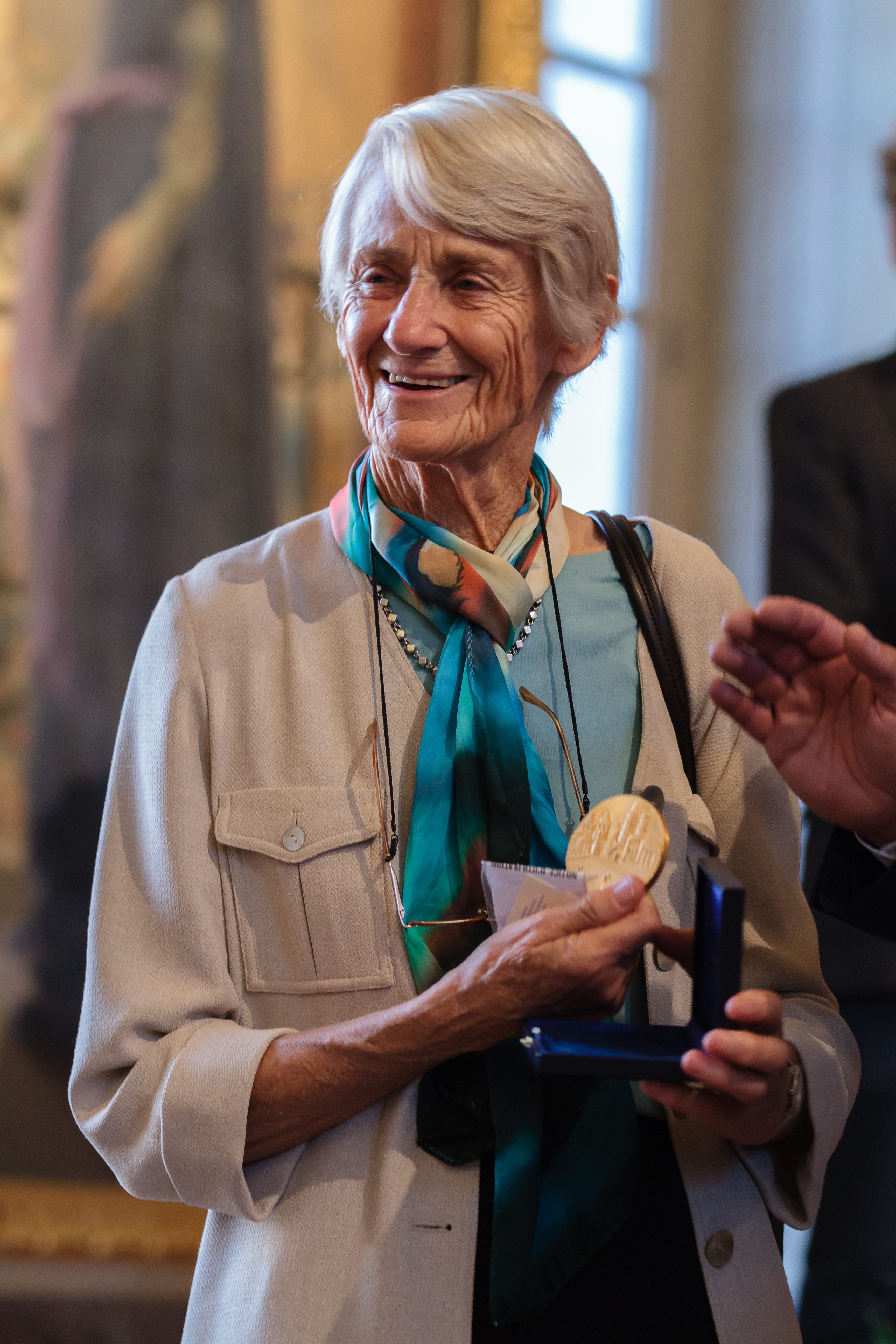
Meave Leakey recibiendo la medalla de la ciudad de Toulouse.

Meave G. Leakey (nacida Meave Epps el 28 de julio de 1942 en Londres) es una paleoantropóloga inglesa nacionalizada en Kenia. Estudia la evolución de los primeros homínidos y ha realizado una amplia investigación de campo en la cuenca del Turkana. Es Doctora en Filosofía y en Ciencias.

## Biografía
Meave Leakey estudió primero Zoología y Zoología marina en la Universidad de Bangor. Recibió su doctorado en Zoología en 1968.
Se casó en 1970 con el paleontólogo Richard Leakey con quien tuvo dos hijas: Louise (1972) y Samira (1974). Su hija Louise Leakey continúa la tradición familiar de investigaciones paleontológicas. Conoció a la familia Leakey mientras trabaja en su tesis doctoral sobre los huesos de los simios modernos en el Centro de Investigación de Primates de Tigoni, que era administrado por Louis Leakey. El hijo de este, Richard Leakey la invitó en 1969 a un estudio de campo en la excavación paleontológica del lago Turkana. Este fue el comienzo de su labor científica en Kenia, primero sobre la evolución de los mamíferos en África oriental. Sólo después del accidente de avión de su marido en 1993, en el que él perdió las dos piernas, se dedicó principalmente a los fósiles de homínidos.
De 1982 a 2001 fue jefa del Departamento de Paleontología del Museo Nacional de Kenia.
En 2004 fue distinguida con un Doctorado en Ciencias honorario del University College de Londres, por sus estudios en Paleontología. Meave Leakey es profesora investigadora de la Universidad de Stony Brook y coordinadora de investigación del Plio-Pleistoceno en el Instituto Cuenca del Turkana. El 30 de abril de 2013 Meave fue elegida miembro asociado extranjero de la Academia Nacional de Ciencias de los Estados Unidos, con especialidad de Geología y Antropología: Eso hizo de ella la primera persona de nacionalidad keniana y la primera mujer de África en la Academia de Ciencias.
En 1999, un equipo de investigación bajo su dirección en el lago Turkana, encontró el cráneo y parte de la mandíbula de un hominino de 3,5 millones de años de edad. Meave Leakey designó el espécimen como Kenyanthropus platyops, o el hombre de cara plana de Kenia.

## Publicaciones principales
- Rene Bob & Meave G. Leakey (2009) "Ecology of Plio-Pleistocene Mammals in the Omo-Turkana Basin and the Emergence of Homo"; Frederick E. Gine, John G. Fleagle, & Richard E. Leakey (Eds.), The First Humans: Origin and Early Evolution of the Genus Homo, Vertebrate Paleobiology and Paleoanthropology, Conference publication: 175–184. Springer.
- Lothagam: The Dawn of Humanity in Eastern Africa; John Harris and Meave Leakey, Eds. (diciembre de 2001)
- Stratigraphy and Paleontology of Pliocene and Pleistocene Localities West of Lake Turkana, Kenya; John Harris, Meave Leakey, et al. Eds. (octubre de 1988)
- Harris, J.M.; Brown, F.H.; Leakey, M.G; Walker, A.C; Leakey, R.E (1 de enero de 1989), "Pliocene and Pleistocene Hominid-Bearing Sites from West of Lake Turkana, Kenya"; Science 239 (4835): 27–33, doi 10.1126/science.239.4835.27
- M.G. Leakey, R.E. Leakey, J.M. Harris (Eds.) (1978) Koobi Fora Research Project: Researches into Geology, Palaeontology, and Human Origins Volume 1: The Fossil Hominids and an Introduction to their Context 1968-1974. Clarendon Press, ISBN 978-0-19-857392-0